# Liga Mexicana del Pacífico 1970-71
La Temporada 1970-71 de la Liga Mexicana del Pacífico fue la 13.ª edición, llevó el nombre de José María Parada Campoy y comenzó el 7 de octubre de 1970.
Esta temporada fue histórica para la Liga, ya que ingreso a la Confederación de Béisbol Profesional del Caribe representando a México en la Serie del Caribe, debido a esto se cambió el nombre a Liga Mexicana del Pacífico.
Además el número de equipos alcanzó la cifra de ocho al incluirse los equipos de Algodoneros de Guasave y Mayos de Navojoa.
Se continuó con el sistema de competencia del año anterior y el calendario se amplió, pasando de 64 a 86 juegos.
Durante esta campaña se presentó el primer juego perfecto, dos juegos sin hit ni carrera y la triple corona de bateo individual.
La temporada finalizó el 2 de febrero de 1971, con la coronación de los Naranjeros de Hermosillo al vencer 3-1 en serie final a los Cañeros de Los Mochis.

## Sistema de competencia

### Temporada regular
La temporada regular se dividió en dos vueltas, abarcando un total de 86 juegos a disputarse para cada uno de los ocho clubes. Al término de cada mitad, se asigna un puntaje que va de 1 a 8 puntos en forma ascendente, según la clasificación (standing) general de cada club. El equipo con mayor puntaje se denomina campeón del rol regular. A continuación se muestra la distribución de dicho puntaje:
- Primera posición: 8 puntos
- Segunda: 7 puntos
- Tercera: 6 puntos
- Cuarta: 5 puntos
- Quinta: 4 puntos
- Sexta: 3 puntos
- Séptima: 2 puntos
- Octava: 1 puntos

### Postemporada
Tras el término de la segunda vuelta, los cuatro equipos con mayor puntaje sobre la base de las dos mitades de la temporada regular pasan a la etapa denominada postemporada (round robin). En esta etapa, los equipos se enfrentan todos contra todos un total de 18 juegos, el equipo con mayor número de juegos ganados se denomina campeón de round robin. 

### Final
En caso de que el campeón del rol regular sea diferente del campeón del round robin, se jugaría una serie final a ganar 3 de 5 juegos.

## Calendario
- Número de Juegos: 86 juegos

## Datos Sobresalientes
- Steve Bailey lanza un juego sin hit ni carrera el 28 de noviembre de 1970, con Algodoneros de Guasave en contra de Ostioneros de Guaymas, siendo el número 6 de la historia de la LMP.
- Kenneth Frailing lanza un juego sin hit ni carrera el 13 de enero de 1971, con Venados de Mazatlán en contra de Cañeros de Los Mochis, siendo el número 7 de la historia de la LMP.
- Vicente Romo, lanza un juego perfecto el 5 de enero de 1971, con Yaquis de Ciudad Obregón en contra de Ostioneros de Guaymas, siendo el primero de la historia de la LMP.
- Héctor Espino obtuvo la triple corona de bateo jugando con Naranjeros de Hermosillo.
- En esta campaña se inauguró el Estadio Francisco Carranza Limón, casa de los Algodoneros de Guasave.
- En esta campaña se inauguró el Estadio Manuel Ciclón Echeverría, casa de los Mayos de Navojoa.

## Equipos participantes
| Liga Mexicana del Pacífico 1970-71 |           |               |                        |                          |           |
| Equipo                             | Fundación | Mánager       | Ciudad                 | Estadio                  | Capacidad |
| Algodoneros de Guasave             | 1970      | Por definir   | Guasave, Sinaloa       | Francisco Carranza Limón | 8,000     |
| Cañeros de Los Mochis              | 1947      | Por definir   | Los Mochis, Sinaloa    | Mochis                   | 6,000     |
| Mayos de Navojoa                   | 1950      | Por definir   | Navojoa, Sonora        | Manuel Ciclón Echeverría | 8,000     |
| Naranjeros de Hermosillo           | 1944      | Maury Wills   | Hermosillo, Sonora     | Fernando M. Ortiz        | 10,000    |
| Ostioneros de Guaymas              | 1945      | Por definir   | Guaymas, Sonora        | "Abelardo L. Rodríguez"  | 5,000     |
| Tomateros de Culiacán              | 1965      | Por definir   | Culiacán, Sinaloa      | General Ángel Flores     | 8,000     |
| Venados de Mazatlán                | 1945      | Por definir   | Mazatlán, Sinaloa      | Teodoro Mariscal         | 6,000     |
| Yaquis de Ciudad Obregón           | 1947      | Miguel Sotelo | Ciudad Obregón, Sonora | Álvaro Obregón           | ***       |

## Standings

### Primera Vuelta
| Equipos                  | JJ | JG | JP | JE | JV   | PCT  | PTS |
| ------------------------ | -- | -- | -- | -- | ---- | ---- | --- |
| Cañeros de Los Mochis    | 44 | 28 | 15 | 1  | -    | .651 | 8   |
| Naranjeros de Hermosillo | 44 | 26 | 18 | -  | 2.5  | .591 | 7   |
| Yaquis de Ciudad Obregón | 45 | 23 | 19 | 3  | 4.5  | .548 | 6   |
| Venados de Mazatlán      | 45 | 23 | 19 | 3  | 4.5  | .548 | 5   |
| Tomateros de Culiacán    | 45 | 23 | 21 | 1  | 5.5  | .523 | 4   |
| Algodoneros de Guasave   | 44 | 17 | 27 | -  | 11.5 | .386 | 3   |
| Ostioneros de Guaymas    | 45 | 17 | 27 | 1  | 11.5 | .386 | 2   |
| Mayos de Navojoa         | 44 | 16 | 27 | 1  | 12.0 | .372 | 1   |

### Segunda Vuelta
| Equipos                  | JJ | JG | JP | JE | JV   | PCT  | PTS |
| ------------------------ | -- | -- | -- | -- | ---- | ---- | --- |
| Naranjeros de Hermosillo | 43 | 30 | 13 | -  | -    | .698 | 8   |
| Cañeros de Los Mochis    | 43 | 29 | 14 | -  | 1.0  | .674 | 7   |
| Yaquis de Ciudad Obregón | 42 | 27 | 15 | -  | 2.5  | .643 | 6   |
| Venados de Mazatlán      | 42 | 21 | 21 | -  | 8.5  | .500 | 5   |
| Tomateros de Culiacán    | 42 | 18 | 23 | 1  | 11.0 | .439 | 4   |
| Mayos de Navojoa         | 42 | 17 | 25 | -  | 12.5 | .405 | 3   |
| Algodoneros de Guasave   | 42 | 16 | 25 | 1  | 13.0 | .390 | 2   |
| Ostioneros de Guaymas    | 42 | 10 | 32 | -  | 19.5 | .238 | 1   |

### General
| Equipos                  | JJ | JG | JP | JE | JV   | PCT  | PTS |
| ------------------------ | -- | -- | -- | -- | ---- | ---- | --- |
| Cañeros de Los Mochis    | 87 | 57 | 29 | 1  | -    | .663 | 15  |
| Naranjeros de Hermosillo | 87 | 56 | 31 | -  | 1.5  | .644 | 15  |
| Yaquis de Ciudad Obregón | 87 | 50 | 34 | 3  | 7.0  | .595 | 12  |
| Venados de Mazatlán      | 87 | 44 | 40 | 3  | 13.0 | .523 | 10  |
| Tomateros de Culiacán    | 87 | 41 | 44 | 2  | 16.5 | .482 | 8   |
| Algodoneros de Guasave   | 86 | 33 | 52 | 1  | 24.5 | .388 | 5   |
| Mayos de Navojoa         | 86 | 33 | 52 | 1  | 24.5 | .388 | 4   |
| Ostioneros de Guaymas    | 87 | 27 | 59 | 1  | 31.0 | .314 | 3   |

| Campeón del rol regular |

Nota: El empate de puntos entre Hermosillo y Los Mochis se definió con un juego extra el 15 de enero de 1971, Los Mochis ganó 4-3 siendo así campeón del rol regular.

## Postemporada (Round Robin)
| Equipos                  | JJ | JG | JP | JE | JV  | PCT  |
| ------------------------ | -- | -- | -- | -- | --- | ---- |
| Naranjeros de Hermosillo | 12 | 9  | 3  | -  | -   | .750 |
| Yaquis de Ciudad Obregón | 12 | 8  | 4  | -  | 1.0 | .667 |
| Cañeros de Los Mochis    | 12 | 5  | 7  | -  | 4.0 | .417 |
| Venados de Mazatlán      | 12 | 2  | 10 | -  | 7.0 | .167 |

| Campeón del Round Robin |

## Final
| Equipos                  | JJ | JG | JP | JE | JV  | PCT  |
| ------------------------ | -- | -- | -- | -- | --- | ---- |
| Naranjeros de Hermosillo | 4  | 3  | 1  | -  | -   | .750 |
| Cañeros de Los Mochis    | 4  | 1  | 3  | -  | 2.0 | .250 |

| Campeón |

## Cuadro de Honor
| Equipos                  | Posición   |
| ------------------------ | ---------- |
| Naranjeros de Hermosillo | Campeón    |
| Cañeros de Los Mochis    | Subcampeón |
| Yaquis de Ciudad Obregón | 3° Lugar   |
| Venados de Mazatlán      | 4° Lugar   |
| Tomateros de Culiacán    | 5° Lugar   |
| Algodoneros de Guasave   | 6° Lugar   |
| Mayos de Navojoa         | 7° Lugar   |
| Ostioneros de Guaymas    | 8° Lugar   |

## Designaciones
A continuación se muestran a los jugadores más valiosos de la temporada.
| Designación         | Ganador       | Equipo                   |
| ------------------- | ------------- | ------------------------ |
| Jugador Más Valioso | Héctor Espino | Naranjeros de Hermosillo |
| Pitcher del Año     | Alfredo Ortíz | Naranjeros de Hermosillo |
| Novato del año      | Abelardo Vega | Mayos de Navojoa         |
| Mánager del Año     | Maury Wills   | Naranjeros de Hermosillo |
| Mánager Campeón     | Maury Wills   | Naranjeros de Hermosillo |
| Campeón de Bateo    | Héctor Espino | Naranjeros de Hermosillo |
| Campeón de Pitcheo  | Vicente Romo  | Yaquis de Ciudad Obregón |